# Shigekazu Wakisaka

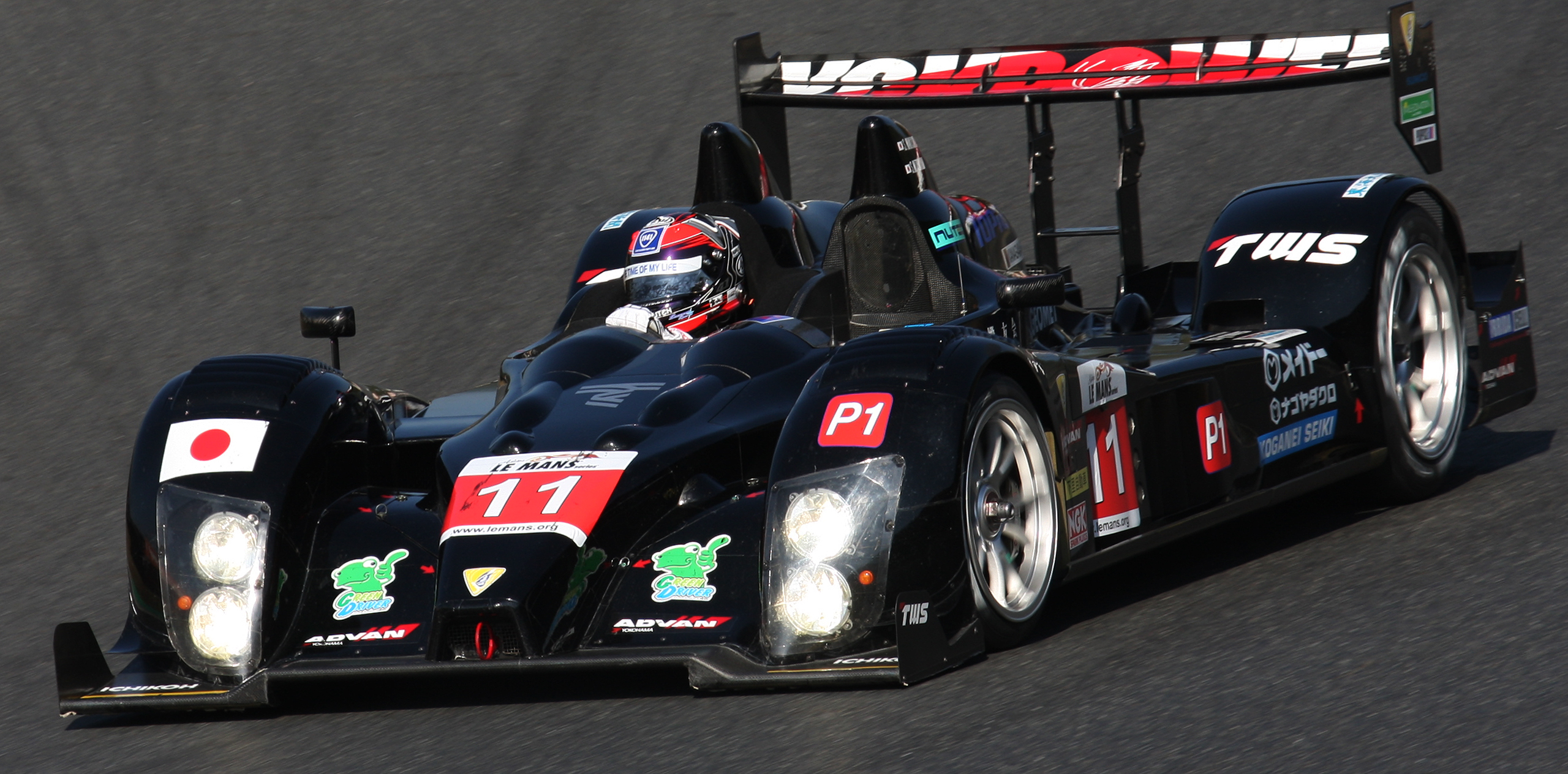
Shigekazu Wakisaka im Courage-ORECA LC70 beim 1000-km-Rennen von Okayama 2009

Shigekazu Wakisaka (* 1. April 1975 in der Präfektur Nara) ist ein japanischer Autorennfahrer und der jüngere Bruder von Juichi Wakisaka.

## Karriere

### Monoposto
Shigekazu Wakisaka begann seine Karriere in der japanischen Formel-3-Meisterschaft, wo er nach dem fünften Endrang 1996 im Jahr darauf den vierten Meisterschaftsrang erreichte. Der Umstieg in die Formel Nippon misslang. Nach drei erfolglosen Saisons 1998, 1999 und 2000 wandte er sich dem GT- und Sportwagensport zu.

### GT- und Sportwagen
Er fuhr in erster Linie in der Super GT und der Asian Le Mans Series. Der erste Gesamtsieg gelang ihm beim 1000-km-Rennen von Suzuka 2001, als Teampartner von Hironori Takeuchi und Yūji Tachikawa im Toyota Supra. Im Jahr darauf gewann er das Langstreckenrennen erneut. Diesmal mit Bruder Juichi und Akira Iida im Toyota Supra JZA80. Seine beste Platzierung in einer Meisterschaft war der dritte Gesamtrang in der JGTC All-Star 2004.